# لي هاريسون (لاعب اتحاد الرغبي)
لي هاريسون (بالإنجليزية: Lee Harrison)‏ هو لاعب اتحاد الرغبي بريطاني، ولد في 10 ديسمبر 1977 في غريفزند ‏ في المملكة المتحدة.